# Fragaria cascadensis
Fragaria cascadensis är en rosväxtart som beskrevs av K.E.Hummer. Fragaria cascadensis ingår i släktet smultronsläktet, och familjen rosväxter. Inga underarter finns listade i Catalogue of Life.